# 徐晶
徐晶（1985年4月29日—2024年1月1日)吉林人，中国女子射箭運動員。

## 簡介
2012年，徐晶代表中国出戰英國倫敦舉行的奥林匹克运动会射箭比賽女子個人和女子團體賽事。
死因：被自己的箭意外射中。